# Gustaf Carlsson (läroverksadjunkt)
Johan Gustaf Carlsson (i riksdagen kallad Carlsson i Ystad), född 7 juli 1884 i Växjö, död 1969, var en svensk läroverksadjunkt och politiker. Han var farfar till Björn von Sydow.
Carlsson, som var son till Carl Arvidsson och Märta Pettersdotter, avlade mogenhetsexamen i Växjö 1903, blev filosofie kandidat vid Lunds universitet 1908 och gjorde provår 1912. Han bedrev studier vid Kristinebergs zoologiska station 1905, 1911 och 1912. Han var e.o. amanuens vid zoologiska institutionen i Lund 1906–1909, e.o. lärare i Lund 1908, vikarierande adjunkt i Kalmar 1909, lärare i Eslöv 1909–1910, vikarierande lektor i Kalmar 1910–1911, blev adjunkt i Karlshamn 1912, i Ystad 1918 och var adjunkt i geografi och biologi med hälsolära vid Hvitfeldtska högre allmänna läroverket i Göteborg från 1931. 
Carlsson var ledamot av Sveriges riksdags första kammare för socialdemokraterna 1920–1923, var i Ystad bland annat ledamot av stadsfullmäktige, ordförande i stadsrevisionen, revisor för lasarettet och sjukhuset, vice ordförande i Klosterstyrelsen samt ledamot av styrelsen för Ystads fornminnesförening. Han var föreståndare för Centralbyrån för populärvetenskapliga föreläsningar i Göteborg från 1938. Han skrev vetenskapliga och populärvetenskapliga artiklar samt recensioner.